# رايموند آلفين جاكسون
رايموند آلفين جاكسون (بالإنجليزية: Raymond Alvin Jackson) هو قاضي ومحامي أمريكي، ولد في 1949 في Sussex, Virginia ‏ في الولايات المتحدة.